# Manuel Bayo Marín
Manuel Bayo Marín (Terol, 1908 - Saragossa, 1953) fou un il·lustrador i humorista gràfic aragonès.
Va ser contemporani d'altres il·lustradors aragonesos com Gazo, Teixi, Del Arco, Yus, Cardona, Rael, Mata, Marcial Buj Luna "Chas", etc. Va realitzar il·lustracions per a publicitat, disseny gràfic, caricatura, il·lustració de novel·la i contes, portades de publicacions com Crónica, Cinegramas, Mundo Gráfico, Aragón : revista gráfica de cultura aragonesa, La Voz de Aragón, etc. Realitza una exposició a Terol a El Casino Turolense en agost de 1931 El 1930 va obtenir un accèssit, de 300 pessetes per un cartell on representava una parella ballant la jota, el 1933 va quedar finalista la seva proposta de cartell per a les festes del Pilar de Saragossa. Va il·lustrar el cartell de les festes del Pilar de 1945 i de 1946, després de guanyar el concurs de cartells.